# جهان تالشینسکایا
جهان تالشینسکایا (ترکی آذربایجانی: Cahan Talışinskaya; ۹ فوریهٔ ۱۹۰۹ – ۱ مارس ۱۹۶۷) خواننده موسیقی سنتی آذربایجانی و بازیگر تئاتر بود.

## اویل زندگی
جهان تالشینسکایا در ۹ فوریه سال ۱۹۰۹ در خانواده ای ثروتمند اشرافی در شهر لنکران زاده شد. او خواهرزاده صمدبیگ مهماندارف، وزیر دفاع جمهوری خلق آینده آذربایجان، بود. جهان تالشینسکایا ابتدا در مدرسه دخترانه مریم بایرامعلی‌بیگوا درس خوانده و پس از نقل مکان خانواده اش به باکو در سن ۹ سالگی اش، در مدرسه دخترانه آذربایجان در این شهر به ادامه تحصیل پرداخت. هنگامی که در خانه خواهر بزرگ ترش، «بیلگیس»، زندگی می‌کرد نواختن پیانو و تار را در فقدان داشتن یک مربی حرفه ای به خوبی فراگرفت. او به خاطر علاقه شدیدش به موسیقی و آواز زیبایش به زودی به عنوان خواننده داوطلب موسیقی مقامی شهرت یافته و در سال ۱۹۳۴ به تک‌خوان ارکستر سمفونیک دولتی آذربایجان تبدیل شد. جهان تالشینسکایا به وسیله سفر به مناطق دورافتاده آذربایجان مبادرت به جمع‌آوری نمونه‌های موسیقی فولکلور ورزید؛ قطعات موسیقی که او بعدها برای اولین بار در کنسرتها انجام داد. پس از سال ۱۹۳۶، این آوازخوان معروف آذربایجانی در کنار اینکه کنسرت‌هایی در مسکو، سن پترزبورگ و کی‌اف برپا کرد، یک صفحه گرامافون نیز ضبط نمود.

## تبعید و سال‌های بعدی
به دنبال دستگیری و تبعید شوهر سابق، برادر، خواهر و دو شوهر خواهرش در سال ۱۹۳۷ در جریان پاکسازی بزرگ ژوزف استالین، نهادهای دولتی با جهان تالشینسکایا با سوءظن و تردید برخورد کردند. حتی بعضی مواقع از صدور اجازه سفر به او نیز سربازمی‌زدند. جهان تالشینسکایا با وجود اینکه در سال ۱۹۴۰ نشان خادم هنر افتخاری آذربایجان را دریافت کرده بود، اما در سال ۱۹۴۲ به همراه پسر ۱۴ ساله خود، «نظامی»، با اتهام «دشمنان مردم» به شهر پتروپاول قزاقستان تبعید شد. بعداً او اجازه یافت تا در شهر تاشکند کشور ازبکستان اقامت گزیند و در آنجا موفق شد کار خود را در جامعه فیلارمونیک محلی ادامه دهد. جهان تالشینسکایا آنجا به زودی با «وبادیمیر سورین»، عضو شورای وزرای شوروی و معاون اول آینده وزیر فرهنگ، دیدار کرد. آشنایی آن‌ها به سال ۱۹۳۸، زمانی که جهان تالشینسکایا در یک مسابقه موسیقی پاپ در مسکو در سال ۱۹۳۸ حضور یافته و برنده رتبه اول شده بود، بازمی‌گشت. پس از کسب مجوز برای اجرای کنسرت در «تئاتر درام آذری» تفلیس راه گرجستان را در پیش گرفت. سپس در نتیجه اصرارهای مکرر شمسی بدل‌بیگلی، کارگردان تئاتر دولتی کمدی موزیکال جمهوری آذربایجان، در آنجا اجرای کنسرت کرد؛ جایی که او ثابت کرد که یک کمدین برجسته است.
در سال ۱۹۴۹ پرونده‌اش باطل شد و وی برای دومین بار به آسیای میانه تبعید شد. هرچند جهان تالشینسکایا و پسرش بعد از مرگ
ژوزف استالین تبرئه شدند، ولی او تصمیم بر ماندن در تاشکند گرفت. اما در نتیجه زمین‌لرزه مهیبی که در سال ۱۹۶۶ در این شهر به وقوع پیوست، خانه آن‌ها کاملاً تخریب شد و بلافاصله به باکو منتقل شدند.
جهان تالشینسکایا یک سال بعد، یعنی در سال ۱۹۶۷ در حالی که داشت پیانو می‌زند، بر اثر سکته قلبی درگذشت.